# 유사회전
유사회전(類似回轉, Pseudorotation)은 원자의 결합각 순서가 바뀌었을 뿐인데 원자 전체가 회전한 것처럼 보이는 현상이다.
이것은 매우 대칭적인 분자에 부착된 그룹(즉, 리간드)의 분자 내 움직임들의 모임으로, 초기 분자와 구별할 수 없는 분자로 이어진다. IUPAC(International Union of Pure and Applied Chemistry)는 유사회전을 "초기 분자 전체의 회전에 의해 생성된 것으로 보이는 구조를 초래하는 입체이성체화"로 정의하며, 그 결과는 다음과 같은 "생성물"이다. 동위 원소 치환을 포함하여 다른 위치가 치환에 의해 구별되지 않는 한 "초기 위치에 중첩이 가능"하다.
잘 알려진 예는 베리 유사회전(Berry pseudorotation) 메커니즘에 의한 삼각 쌍뿔 화합물의 분자 내 이성질체화와 사이클로펜탄에 의해 나타나는 탄소 원자의 평면 외 운동으로 가능한 많은 순응자(envelope, twist) 사이에서 상호 변환을 초래한다. 이 동작에 의해 각운동량이 생성되지 않는다는 점에 유의할 것. 이러한 예 및 관련 예에서 원자 위치의 작은 변위는 대칭 제품이 재형성될 때까지 대칭 손실을 초래하며(아래 이미지 예 참조), 이러한 변위는 일반적으로 저에너지 경로를 따르다. 베리 메커니즘은 MX5 유형의 화합물에서 축 및 적도 리간드의 손쉬운 상호 변환을 나타낸다. 마지막으로 형식적인 의미에서 유사회전이라는 용어는 대칭 분자의 동역학만을 지칭하기 위한 것이지만 동일한 유형의 메커니즘이 더 낮은 대칭 분자에도 적용된다.